# Marc Granell
Marc Granell i Rodríguez (Valence, 19 avril 1953) est un poète et traducteur espagnol d'expression catalane.

## Biographie
Né dans la ville de Valence en 1953, il commence des études de philosophie et philologie à l'université de Valence qu'il ne mène pas à terme,, mais au cours duquel il établit des contacts, par exemple avec Josep Piera, expérience fondamentale de leur jeunesse dont ils rendent compte dans leur œuvre,. Il travaille comme traducteur, et éditeur à la députation provinciale de Valence jusqu'à sa retraite en 2018.
À l'image d'autres poètes valenciens de sa génération comme Piera, ses premiers poèmes sont écrits en castillan puis il passe rapidement au catalan.
À propos de son premier recueil de poèmes, Llarg camí llarg (1977), prix Vicent Andrés Estellés aux Premis Octubre 1976,,, le critique littéraire Josep Iborra écrit qu'il renferme « la tentative d'une poésie métaphysique qui chante l'exil du corps et la « nostalgie infinie de l'être » ». En 1979, il remporte le prix Ausiàs March (1979).
Avec Adolf Beltran, Josep Piera et Eduard J. Verger (ca), il est cofondateur de la revue littéraire Cairell qui avec huit numéros publiés entre 1979 et 1981 permet de faire connaître au public toute une nouvelle génération de poètes valenciens,. Il participe au recueil de poésie «Papers Erosius» (« Papiers érosifs »), et dirige plusieurs collections, dont «Gregal Poesia», «Tàndem Poesia», et «Poesia» de l'Institution Alfons el Magnànim.
En 1981, il réalise avec Jaume Pérez Montaner et Amadeu Viana l'édition de l'anthologie Brossa nova. Poetes valencians dels 80 (« Nouvelle lie. Poètes valenciens des années 80 »),,, que les auteurs décrivent comme « un échantillon personnel et subjectif, mais aussi éloquent, des préoccupations poétiques et normalisatrices d'un secteur bien considérable de la jeunesse valencienne qui s'expriment littérairement dans la langue du pays »,.
Après Exercici per a una veu (« Exercices pour une voix », 1983), Granell entre dans une période de silence qui dure huit ans. Son œuvre postérieure est imprégnée de la thématique de l'échec, dû à la désillusion causée par une Transition démocratique très différente de celle que les militants antifranquistes et valencianistes avaient imaginée.
Dans les années 1990, il publie plusieurs recueils de poèmes tels que Fira desolada (1991), Versos per a Anna (1998), Corrent de fons (1999) et Matèria d'ombra (1999). En 2015, Edicions Bromera publie une nouvelle anthologie de poésie, Notícia de la tribu. Antologia poètica. Son œuvre poétique complète a fait l'objet de deux publications : Poesia reunida. 1976-1999 (2000) et Poesia completa 1976-2016 (2017).
Il est notamment traducteur en catalan de l'Italien Alberto Cavallari et de l'Allemand Bertolt Brecht et de Vicent Andrés Estellés en espagnol.
Il a écrit de la poésie à teneur politique (par exemple dans Refugi absent), de la poésie amoureuse (dans Versos per a Anna) et de la poésie à destination des enfants (L'illa amb llunes),,.
En octobre 2020, il reçoit le prix des Lettres valenciennes décerné par la Généralité valencienne à l'occasion de la fête du 9 octobre.
En 2024, son recueil «Arran de gel» (Bromera, 2023) reçoit le prix de la Critique délivré par l'Association espagnole de critiques littéraires,.

## Analyse littéraire

### Premiers écrits
Dans Llarg camí llarg (« Long chemin long », 1977), Notícia de la tribu (« Nouvelle de la tribu », 1978), Refugi absent (« Réfuge absent », 1979) et Materials per a una mort meditada (« Matériaux pour une mort méditée », 1980), Marc Granell projette sa propre blessure sur celle des autres, avec une poésie dont les termes révèlent un clair engagement social et politique. En particulier à partir des deux dernières sections de Llarg camí larg, on entre dans une poésie de préoccupations sociales et politiques qui exprime le désir de l'auteur d'un changement social radical, dans lequel il croit, sans renoncer complètement à ses objectifs initiaux. Bientôt le scepticisme s'empare de ses vers, malgré quelques lueurs d'espoir pour le futur. Ces discours sont empreints de la frustration d’une rupture démocratique en Espagne, sous l’ombre de l’héritage franquiste, où rien n'a au fond changé selon le poète, :
« [...] Desmesurats i obscurs, els endevins

prediran les desgràcies de sempre,

i els bons, com de costum, predicaran

la resignació i la concòrdia.

[...]

Serà un any com els altres, aquest any,

amb els mateixos dies, els mateixos

desenganys, i alegries i sorpreses,

i vents i calmes i captards i aurores;

un any d'aquells que només el record

pot convertir, fal·laç, en una estranya

papallona; un any, per dir-ho clar,

com l'any passat, i l'altre, i l'altre, i l'altre... »
« [...] Excessifs et obscurs, les devins

prédiront les malheurs habituels,

et les bons, comme d'habitude, prêcheront

la résignation et la concorde.

[...]

Ce sera une année comme les autres, cette année,

avec les mêmes jours, les mêmes

déceptions, et joies et surprises,

et vents et calmes et soirs et aurores ;

une année de celles que seule la mémoire

peut transformer, fallacieuse, en un étrange

papillon ; une année, pour le dire clairement,

comme l'année dernière, et l'autre, et l'autre, et l'autre... »
Un autre thème récurrent de sa première poésie est l'espace urbain déshumanisé. Dans son célèbre poème «València sota la lluna» (« Valence sous la lune »), la ville est aveugle, les «finestres cegues» (« fenêtres aveugles »), les rues «solitaris i humits» (« solitaires et humides ») : personne ne peut plus se cacher car tout est devenu clair : « Aquest poble se sap la destrossa i coneix / qui alça la mentida i el mur i la mordassa » (« Ce peuple se sait détruit et connaît / celui qui élève le mensonge et le mur et le bâillon »),. Une ville meurtrie apparaît, :
« Amb les mans tallades i el cap entre els genolls

beus amb avidesa la sang dels fills que puden

i t'han fet el ventre ample de traïcions i taronges

podrides entre els dits del ponent i la derrota. »
« Avec les mains coupées et la tête entre les genoux

tu bois avec avidité le sang de tes enfants qui puent

et t'ont rempli le ventre de trahisons et d'oranges

pourries entre les doigts du ponant et la défaite. »
Dans le même poème, il décrit le clair de lune dans la nuit noire qui illumine le panorama décourageant des «façanes emmudides» (« façades réduites au silence »), «finestres cegues» (« fenêtres aveugles »), «carrers cansats» «solitaris» et «humits» (« rues fatiguées », « solitaires » et « humides »), ou celui d'une «mar adormit, taüt de les estrelles» (« mer endormie, cercueil des étoiles »). Il existe également un désenchantement manifeste et un sentiment radicalement sceptique à l’égard de la réalité sociopolitique de la ville. Valence s’associe au thème de l’échec et de la trahison historique, Valence «era nostra i encara pot ser nostra / perquè és un cor que agonitza entre cadenes» (« était nôtre et peut encore être nôtre / car c’est un cœur qui agonise entre des chaînes »), le «parany de la història mentida» (« piège de l'histoire mentie »), « aquest poble és un poble vençut i és silenci » (« ce peuple est un peuple vaincu et il est silencieux »), mais, malgré cela, une possibilité de redressement est entrevue, :
« Aquest poble és un poble que desperta i comença

a ferir-se de llum [...]

Aquest poble se sap la destrossa i coneix

qui alça la mentida i el mur i la mordassa. »
« Ce peuple est un peuple qui s'éveille et commence

à se blesser de lumière [...]

Ce peuple connaît la destruction et sait

qui élève le mensonge, le mur et le bâillon. »

### 1978-1983: écrits de la Transition
Avec en toile de fond les profonds changements connus par la ville de Valence à la fin du franquisme, dans Notícia de la tribu (1978), Marc Granell (montre, comme s'il s'agissait d'une prison, le miroir du ciel urbain reflétant l'urbanité d'en bas : « [...] Mireu el cel. ¿És el cel o una nova / modalitat d’aparador on podeu, / a trossets, proposar-nos /una compra joiosa?« » (« [...] Regardez le ciel. Est-ce le ciel ou une nouvelle / sorte de vitrine où vous pouvez, / en nous émerveillant, nous proposer / un achat joyeux ? »),. Tout est une vitrine où se montrer, même la ville en est un. Dans Refugi absent  (« Refuge absent », 1979), Granell dénonce les valeurs que le rythme citadin veut imposer dans cet espace aliéné : luxe, bonheur, compétitivité. La mémoire vitale de la personne aliénée se réduira à la liste de courses, aux annonces publicitaires. Comme l’indique le titre du poème, c’est l'« Annonce de la défaite » (Anunci de la derrota), :
« Et quedes tot sol a la nit, com sempre, i vas recordant lentament la vida: rentaplats, frigorífics, detergents, somriures efusius, fixadors rossos i tan suaus, afaitadores tot luxe, el més càlid magatzem el cotxe amic, únic, enveja de tots i aquella beguda que t’ha donat l’orgull de propiciar el més clar destí de la pàtria.[...] »
« Tu restes tout seul la nuit, comme toujours, et tu te souviens lentement de la vie : les lave-vaisselle, les réfrigérateurs, les détergents, les sourires effusifs, les laques blondes et si douces, les rasoirs de luxe, le plus chaleureux entrepôt, la voiture amie, unique, l'envie de tous et cette boisson qui t'a donné la fierté de promouvoir le destin le plus clair de la patrie. [...] »
Le peuple est vaincu et le silence s'impose à nouveau, l'oubli, la peur, c'est la «Crònica d'un desencís» (« Chronique d'un désenchantement »), ou parfois des accents apocalyptiques,.
En 1983, il publie le recueil de poésie Exercici per a una veu (« Exercices pour une voix »), qui renvoie dès son titre à l'attitude personnelle de l'auteur face au contexte moral et social du début des années 1980. «Raons de desidentitat» (« Raisons de désidentité ») est le titre d’un poème où la ville apparaît comme un paysage déshumanisé et déshumanisant, et où il dénonce le modèle massifié et uniformisant des villes contemporaines, ce qui laisse entrevoir comment le sentiment de déracinement humain est l’une des préoccupations constantes du poète :
« ¿Sap algú la naturalesa exacta

d’aquest mal de cervell

que envaeix tots els porus

dels somnis?

Tota llei ens obliga a la renúncia.

I, a més, és segur

que en la pròxima mort moriran

també les estàtues. »
« Quelqu’un sait-il la nature exacte

de ce mal de cerveau

qui envahit tous les pores

des rêves ?

Toute loi nous oblige au renoncement.

Et de plus, il est certain

que dans la mort prochaine mourront

aussi les statues. »
Dans le même recueil, ses poèmes «Ucellaci e ucellini», au titre pasolinien, et «Western» recréent, à travers des descriptions et des références indicielles, toute une atmosphère d’époque qui construit autour du cinéma la cosmovision particulière de sa génération.
Désidentité, dislocation, étrangeté. Le sujet poétique, fondé sur la peur et la non-acceptation de l’être personnel comme de l’être au monde, est à la fois étranger à lui-même et ignorant des diktats du monde. Le sentiment de perte rapproche la ville de Valence de la sensation physique d’impuissance et de solitude sentimentale, :
« [...] Els teus carrers.

Solitaris i humits com la pell ferida del record.

¿On la rosa i la veu cridant campanes?

Ara no pots amagar-te darrere de cap torre

ni cercar llavis de fusta on mentir la lloança.

Amb les mans tallades i el cap entre els genolls

beus amb avidesa la sang dels fills que puden

i t’han fet el ventre ample de traïcions i taronges

podrides entre els dits del ponent i la derrota. »
« [...] Tes rues.

Solitaires et humides comme la peau blessée de la mémoire.

Où est la rose et la voix appelant les cloches ?

Désormais, vous ne pouvez plus vous cacher derrière aucune tour

ou chercher des lèvres en bois où déposer vos louanges.

Les mains coupées et la tête entre les genoux,

tu bois avidement le sang de tes enfants qui puent

et qui ont rempli ton ventre de trahisons et d'oranges

pourries entre les doigts de l'Occident et de la défaite. »

### Années 1990
Dans son recueil de poèmes suivant, Fira desolada (1991), Granell fait une exploration intense et tendue de la ville de Valence et de l'homme qui la vit et la dit. À partir de la citation de Salvador Jàfer ouvrant le volume  — « Ni la paraula ni la idea, ni aquest dolor que ara us escric són perfectes, sinó el silenci » (« Ni le mot, ni l'idée, ni cette douleur que maintenant je vous écris ne sont parfaits, mais le silence ») — l'auteur présente un monde présidé par une sorte de négativité. Valence devient « un paysage inhospitalier », une ville bâtie sur l'oubli, contrôlée par la vanité et l'hypocrisie. «Postal 3» est une carte postale amère. Un arbre mort, un jardin désert, des débris silencieux, le souvenir inutile, autant d'éléments qui dessinent un contexte immensément triste où se placent les yeux d'une «fira desolada» (« foire désolée ») avec lesquels un homme contemple des vitres qui grandissent tandis que «a les mans li naixen els cucs més invencibles» « les vers les plus invincibles naissent dans ses mains ». La ville devient «un paisatge inhòspit» « un paysage inhospitalier ». Granell représente Valence en partant de la réaction nettement viscérale provoquée chez lui par l'attitude d'une partie de ses habitants. Il s'agit d'une ville « malade », « dans un pays malade  », construite sur l'oubli, contrôlée par la vanité et l'hypocrisie, poussée à enfouir sa propre identité sous des tonnes d'asphalte :
Le moi poétique des premiers recueils de poésie se trouve dilué dans un nous social, politique ou national dans lequel il se réfugie. À partir de Fira desolada, un moi réflexif apparaît dans la poésie de Marc Granell qui face à la défaite adopte une position de « simulacre »,,.
La publication de Corrent de fons en 1999 marque le retour du ton de voix déployé dans Fira desolada (1991) et poursuit les considérations critiques de la ville de Valence du point de vue de la culture, de la société et de la politique. Dans «Madinat-at-Turab», Granell reprend le nom sous lequel Valence était connue à l'époque islamique (signifiant littéralement « ville de la boue ») et établit un parallèle avec l'état d'abandon physique, politique et culturel dans lequel elle se trouve :
« [...] ciutat de la vergonya,

ciutat de fang fet falsa esplendor de misèries

amagades sota la llum del foc de l'artifici.

Ciutat de serps i rates coentes i terribles,

per tu passeja lliure la ignonímia més fonda

i rep la traïció homenatge cada dia

dins els cors bondadosos dels teus fills estimats. [...] »
« [...] cité [ou ville] de la honte,

cité de fange faite fausse splendeur de misères

cachées sous la lumière du feu de l'artifice.

Cité de serpents et de rats cuisants et terribles,

l'ignominie la plus profonde se promène librement à travers toi

et reçoit chaque jour le tribut

de la trahison dans le cœur bienveillant de test enfants bien-aimés. [...] »
— «Madinat at-Turab» (Granell 2019, p. 175)

Un état d'abandon résultant des mutations de l'esprit de l'époque où, Valence, « has venut la memòria com qui ven taronges » (« tu as vendu ta mémoire comme celui qui vend des oranges »), où les élites conservatrices pèsent, en contraste avec les efforts réussis de modernisation d'une partie de la société qui a confiance en son pays, aime sa langue propre et a su bâtir un réseau culturel et littéraire digne de n'importe quelle société occidentale. L'extermination de la mémoire — en particulier la mémoire collective — fait surgir lieu chez Granell la manifestation de l'amour pour le pays — à présent avec une minuscule —, pour lequel il se lamente : un pays sans mémoire, sans souvenir du passé ni de lui-même : 
« [...] es posa a recordar i els records

se li n'ixen de seguida per totes bandes

es vessen en el mar

brut i oliós d'un oblit

enterc i dur com una mort antiga. »
« [...] il se met à se souvenir et les souvenirs

jaillissent immédiatement de lui de toute part,

se déversent dans la mer

sale et huileuse d'un oubli

entêté et dur comme une mort ancienne. »
— «El meu país» (Granell 2019, p. 178)
 Comme dans la posture fustérienne, l'amour intime pour son pays ne s'accompagne pas de l'acceptation des clichés traditionnels du patriotisme, que Granell rejette («Banderes», [« Drapeaux »]). Le cas de Valence est spécial : 
« En tu he nascut: en tu visc i per això t'estime

i per això t'odie amb el fàstic més roent »
« En toi je suis né : en toi je vis et c'est pourquoi je t'aime

et c'est pourquoi je te hais avec le dégoût le plus ardent »
— «Madinat at-Turab» (Granell 2019, p. 176)

## Œuvre
Une partie de son œuvre a été traduite en espagnol, en portugais et en italien.

### Recueils de poèmes
- (ca) Llarg camí llarg, Valence, Tres i Quatre, 1977[2]
- (ca) Notícia de la tribu, Valence, Septimomiau, 1978[2]
- (ca) Refugi absent, Barcelone, Llibres del Mall, 1979[2]
- (ca) Materials per a una mort meditada, Gandia, Ajuntament de Gandia, 1980[2]
- (ca) Exercici per a una sola veu, Valence, Federació d'Entitats Culturals del País Valencià, 1983[2]
- (ca) Exercici per a una veu, Barcelone, Llibres del Mall, 1984
- (ca) Fira desolada, Barcelone, Columna, 1991[2]
- (ca) Versos per a Anna, Alzira, Bromera, 1999[2]
- (ca) Corrent de fons, Barcelone, Edicions 62-Empúries, 1999[2]
- (ca) Poesia reunida. 1976-1999, Paiporta, Denes, 2000
- (ca) L'horta nostra, Valence, Per l'Horta, 2002
- (ca) Poemes del caminant, Altea, Lanuza, 2002
- (ca) Mentre el camí, Valence, Rosalía Sender, 2002
- (ca) Tard o d'hora, Paiporta, Denes, 2006
- (ca) Poesia completa 1976-2016, Valence, Institució Alfons el Magnànim, 2017
- (ca) Cel de fang, Alzira, Bromera, 2020

### Anthologies de poèmes
- (ca) Selecció de poemes, Palma, Sa Nostra-Universitat Illes Balears, 1999
- (ca) Els camins i la mirada, Valence, La Imprenta, 2001
- (ca) Mentre el camí, Valence, Rosalia Sender, 2002
- (ca) Tria personal, 1976-2005, Paiporta, Denes, 2006
- (ca) Jazz, Valence, Rosalia Sender, 2006
- (ca) Notícia de la tribu. Antologia, Alzira, Bromera, 2015
- (ca) Marc Granell recitable, Carcaixent, Edicions 96, 2015
- (ca) La vida que creix, Algemesí, Andana, 2015
- (ca) Marc Granell, Barcelone, Institució de les Lletres Catalanes-Pen Català-AELC, 2016
- (ca) Vesprada d'amor i única, Barcelone, Amsterdam, 2022

### Poésie pour la jeunesse
- (ca) L'illa amb llunes, Valence, Tabarca, 1993[2]
- (ca) La lluna que riu i altres poemes, Madrid, Anaya, 1999[2]
- (ca) El ball de la lluna, Valence, Tàndem, 2003
- (mul) El planeta que era blau/El planeta que era azul, Màlaga, Diputación de Málaga, 2004
- (ca) Oda als peus, Alzira, Bromera, 2008
- (ca) La dansa dels versos, Valence, Diálogo, 2009[9]
- (ca) El domador de línies, Catarroja, Perifèric, 2009
- (ca) Poemes romancers i altres versos xafarders, Alzira, Bromera, 2021

### Traductions
- (es) Giulio Einaudi, Fragmentos de memoria, Valence, Institució Alfons el Magnànim, 1990
- (ca) Erich Fried, Exercicis preparatoris per a un miracle, Valence, Institució Alfons el Magnànim, 1991
- (ca) Bertolt Brecht, Històries del senyor Keuner, Valence, Tres i Quatre, 1993
- (ca) Alberto Cavallari, La fuga de Tolstoi, Barcelone, Península, 1997
- (ca) Claes Andersson, Allò que es feu paraula en mi. Tria personal 1962-1993, Paiporta, Denes-La Guerra, 1996
- (ca) Vitto A. D'Armento, Equipatge lleuger, Paterna, Germinal, 2001
- (ca) Pedro Villar, El bosc del meu abecedari, Valence, Brosquil, 2003
- (ca) Vicent Andrés Estellés, Ciudad susurrada al oído, Paiporta, Denes, 2003
- (ca) Antonio Ventura, L'ós i la nena, Valence, Diálogo, 2004
- (ca) Camillo Sbarbaro, Nou poemes de pianíssimo, Carcaixent, Edicions 96, 2007
- (es) Josep Piera, La sonrisa de la hierba y otros poemas, Paiporta, Denes-La Guerra, 2008

### Discographie
- (ca) Javier Busto, « La gran fira », dans XX Certamen Coral Fira de Tots Sants, Cocentaina, 2000
- (ca) Doctor Dropo, « La guerra », dans Ningú no vol ser poeta, 2001
- (ca) Lucho Roa, « Dentro de tus ojos; Te has alzado dentro de mí », dans Al Margen-Ateneo Libertario, Valence, 2002
- (ca) Urbàlia Rurana, « Esbós de xiquet eixint d'escola », dans Fora son, Temps Record, 2004
- (ca) Nelo Sorribes, « Cançó de bressol per a despertar consciències », dans Somnis insomnis, 2004
- (ca) Skamot, « L'arbre vell », dans Nyenya, porlan i albornós, 2004
- (ca) Obrint Pas, « Esperant », dans La flama, 2004
- (ca) J. Domínguez, « Temps; Cançó (Dos poemes de Marc Granell) », dans Un camí de cançons. XXV Certamen Coral Fira de Tots Sants, Cocentaina, 2005
- (ca) Rafa Xambó, « Madinat at-Turab », dans Cançons de la memòria trista, 2006
- (ca) Feliu Ventura, « George Grosz (D'acord, d'acord) », dans Alfabets de futur, 2006
- (ca) A Manta, « Valence sota la lluna; Terra lliure (L'oncle Ton) », dans Deixeu parlar la terra, 2008
- (ca) Carraixet, « El meu país », dans Guspira, 2008
- (ca) Doctor Dropo, « Passejada », dans Psicòtrops, 2009
- (ca) Mi Sostingut, « Els expulsats », dans Anartisme, 2010
- (ca) Amansalva, « Cançó de bressol per a despertar consciències (La meua xiqueta) », dans M’han dit que diuen…, 2010
- (ca) Orfeó Valencià Infantil Navarro Reverter, « Cantovicòrum Iubilo », dans Orfeó Navarro Reverter, Valence, 2011
- (ca) Rafael Estrada, « Metamorfosi », dans Germania, Alzira, 2013
- (ca) Toni Xuclà, « La pluja », dans De poetes, cançonetes, 2016